# Héloïse Guillot
Héloïse Guillot (19 giugno 2006) è una nuotatrice artistica francese.

## Biografia
Nel 2025 ha preso parte alla Coppa del Mondo di nuoto artistico, partecipando alla tappa di Markham, in Canada, dove ha ottenuto il quinto posto nella gara a squadre programma tecnico con un punteggio di 262.0724.
Nel giugno dello stesso anno ha conquistato la medaglia di bronzo nella gara a squadre programma tecnico ai Campionati europei di nuoto artistico di Funchal.

## Palmarès
- Europei

Funchal 2025: bronzo nella gara a squadre (programma tecnico)